# بيتر أش
بيتر أش (بالإنجليزية: Peter Asch)‏ هو لاعب كرة الماء أمريكي، ولد في 16 أكتوبر 1948 في مونتيري في الولايات المتحدة.

## وصلات خارجية
- بيتر أش على موقع الاتحاد الدولي للسباحة (الإنجليزية)
- بيتر أش على موقع قاعة مشاهير السباحة الأمريكية (الإنجليزية)
- بيتر أش على موقع اللجنة الأولمبية الدولية (الإنجليزية)
- بيتر أش على موقع أوليمبيديا (الإنجليزية)